# Lypha harringtoni
Lypha harringtoni là một loài ruồi trong họ Tachinidae.